# Prince William County
Prince William County ist ein County im Bundesstaat Virginia der Vereinigten Staaten. Bei der Volkszählung im Jahr 2020 hatte das County 482.204 Einwohner und eine Bevölkerungsdichte von 551 Einwohnern pro Quadratkilometer. Der Verwaltungssitz (County Seat) ist Manassas.

## Geographie
Prince William County liegt im Nordosten von Virginia, grenzt im Osten an Maryland und hat eine Fläche von 902 Quadratkilometern, wovon 27 Quadratkilometer Wasserfläche sind. Es grenzt im Uhrzeigersinn an folgende Countys: Fairfax County, Stafford County, Fauquier County und Loudoun County.

## Geschichte
Gebildet wurde es 1731 aus Teilen des King George County und des Stafford County. Benannt wurde das County nach Wilhelm August, Herzog von Cumberland, dem dritten Sohn von Georg II., König von Großbritannien und Irland und dessen Gemahlin Caroline von Ansbach. Während des Amerikanischen Bürgerkriegs fand auf dem Gebiet des Countys am 21. Juli 1861 die erste und vom 28. bis 30. August 1862 die Zweite Schlacht am Bull Run statt.

## Demografische Daten

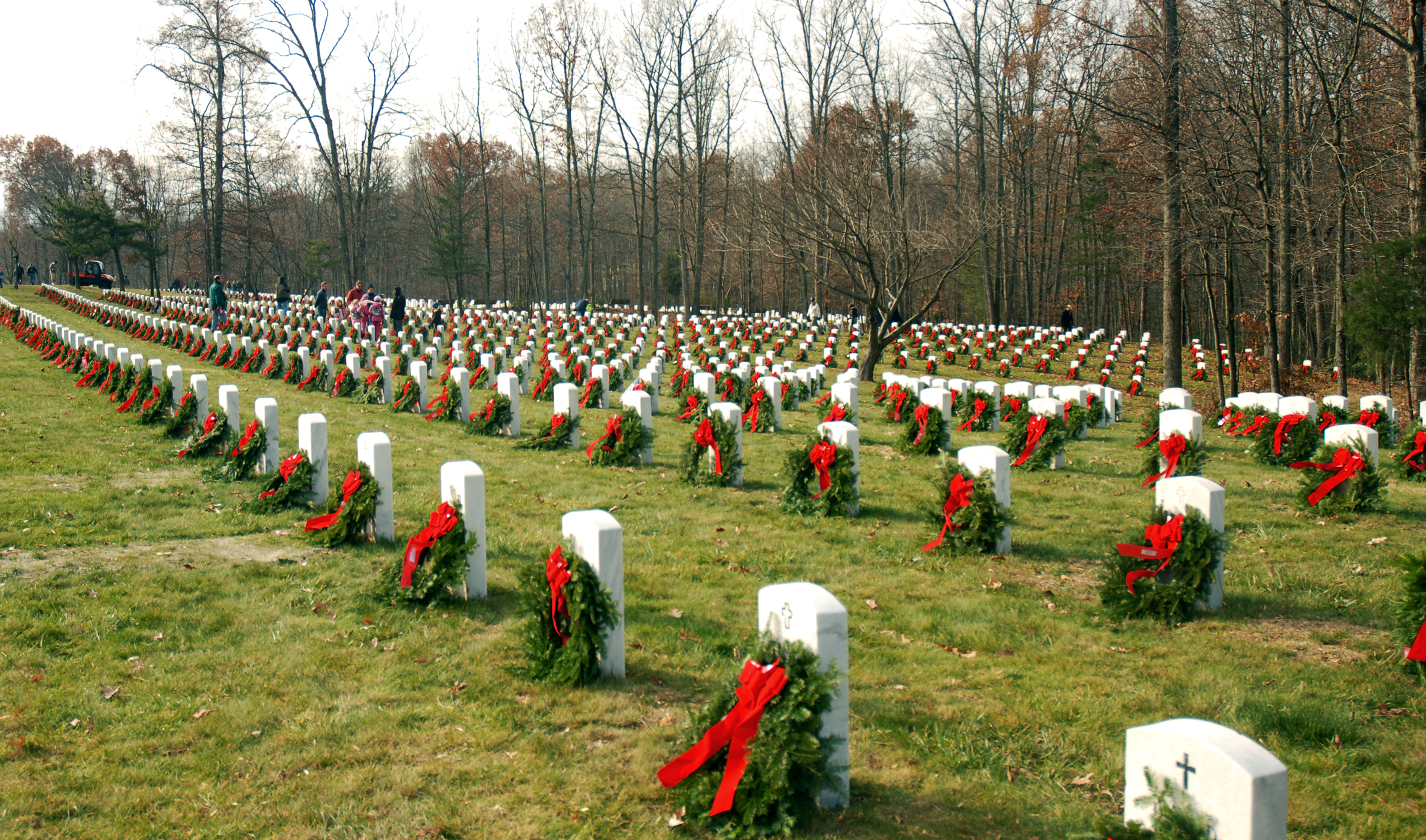
Quantico Nationalfriedhof

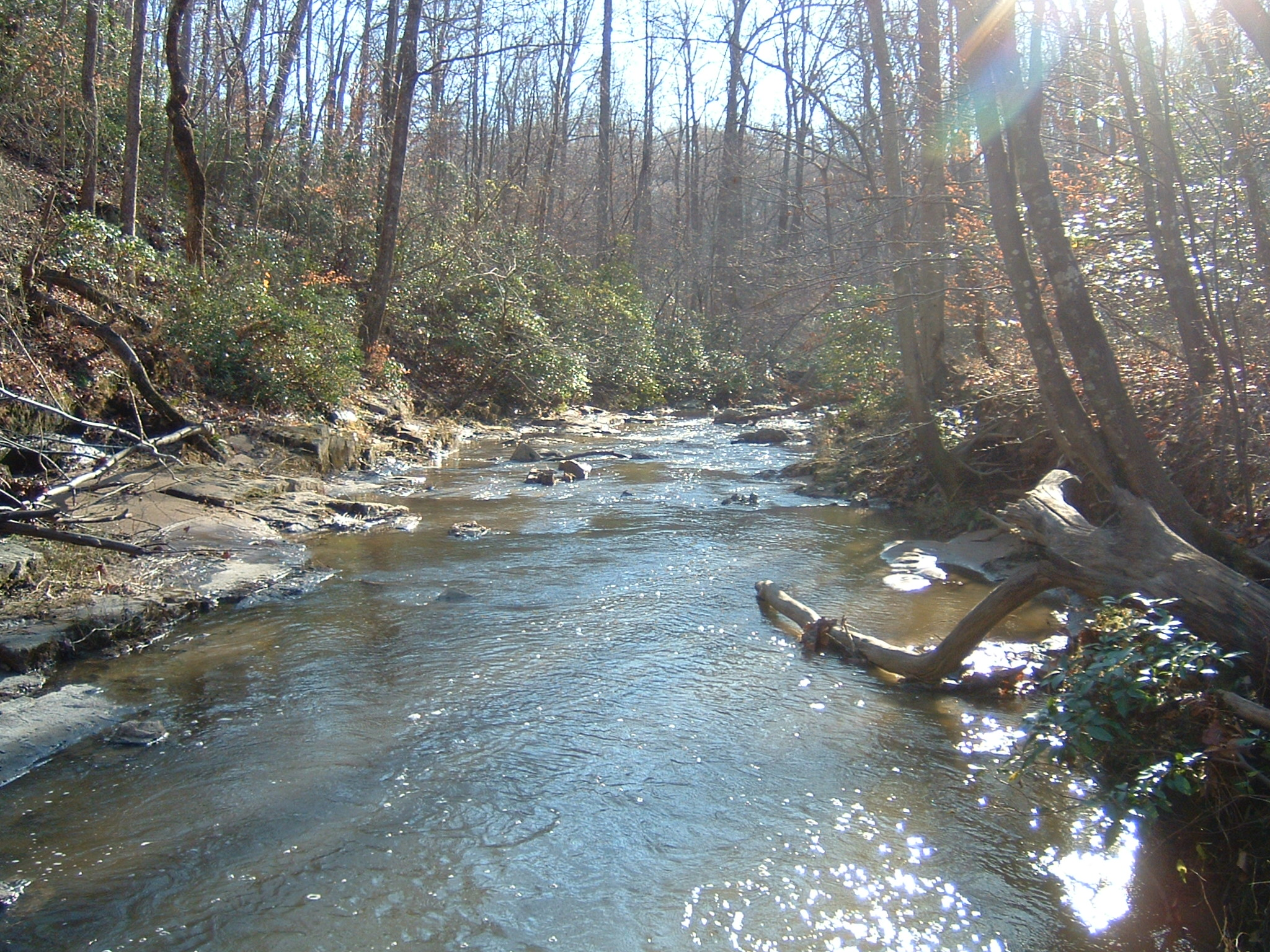
Der Quantico Creek im Prince William Forest Park

Alterspyramide des Prince William County

Nach der Volkszählung im Jahr 2000 lebten im Prince William County 280.813 Menschen in 94.570 Haushalten und 72.724 Familien. Die Bevölkerungsdichte betrug 321 Einwohner pro Quadratkilometer. Ethnisch betrachtet setzte sich die Bevölkerung zusammen aus 68,93 Prozent Weißen, 18,76 Prozent Afroamerikanern, 0,39 Prozent amerikanischen Ureinwohnern, 3,81 Prozent Asiaten, 0,13 Prozent Bewohnern aus dem pazifischen Inselraum und 4,35 Prozent aus anderen ethnischen Gruppen; 3,62 Prozent stammten von zwei oder mehr Ethnien ab. 9,74 Prozent der Bevölkerung waren spanischer oder lateinamerikanischer Abstammung.
Von den 94.570 Haushalten hatten 44,2 Prozent Kinder und Jugendliche unter 18 Jahre, die bei ihnen lebten. 61,3 Prozent waren verheiratete, zusammenlebende Paare, 11,2 Prozent waren allein erziehende Mütter, 23,1 Prozent waren keine Familien, 17,1 Prozent waren Singlehaushalte und in 3,0 Prozent lebten Menschen im Alter von 65 Jahren oder darüber. Die Durchschnittshaushaltsgröße betrug 2,94 und die durchschnittliche Familiengröße lag bei 3,32 Personen.
Auf das gesamte County bezogen setzte sich die Bevölkerung zusammen aus 30,4 Prozent Einwohnern unter 18 Jahren, 8,8 Prozent zwischen 18 und 24 Jahren, 35,2 Prozent zwischen 25 und 44 Jahren, 20,8 Prozent zwischen 45 und 64 Jahren und 4,8 Prozent waren 65 Jahre alt oder darüber. Das Durchschnittsalter betrug 32 Jahre. Auf 100 weibliche Personen kamen 99,5 männliche Personen. Auf 100 Frauen im Alter von 18 Jahren oder darüber kamen statistisch 97,4 Männer.

Das jährliche Durchschnittseinkommen eines Haushalts betrug 65.960 USD, das Durchschnittseinkommen der Familien betrug 71.622 USD. Männer hatten ein Durchschnittseinkommen von 45.595 USD, Frauen 34.286 USD. Das Prokopfeinkommen betrug 25.641 USD. 3,3 Prozent der Familien und 4,4 Prozent der Bevölkerung lebten unterhalb der Armutsgrenze. Davon waren 5,6 Prozent Kinder oder Jugendliche unter 18 Jahre und 4,7 Prozent waren Menschen über 65 Jahre.

## Städte und Gemeinden
| - Aden - Antioch - Bethel - Brentsville - Bristow - Buckhall - Buckland - Bull Run | - Canova - Catharpin - Cherry Hill - Cornwell - Dale City - Dumfries - Featherstone - Gainesville | - Greenwich - Haymarket - Hoadly - Independent Hill - Lake Ridge - Linton Hall - Loch Lomond - Montclair | - Nokesville - Occoquan - Quantico - Quantico Station - Rixlew - Southbridge - Sudley - Sudley Springs | - Thoroughfare - Triangle - Wellington - West Gate - Woodbridge - Yorkshire |